# KV18
KV18 es una tumba egipcia del Valle de los Reyes, necrópolis situada en la orilla oeste del Nilo, a la altura de la moderna ciudad de Luxor. Perteneció al penúltimo rey de la dinastía XX, el faraón Ramsés X.

## Marco histórico
Rey de Egipto de 1108 a 1099 a. C. (un periodo de nueve años que algunos expertos aseguran fue más corto), Jepermaatra-Setepenra Ramsés-Amenherjepeshef, mucho más conocido como Ramsés X, es uno de los monarcas del Imperio Nuevo de los que menos datos nos han llegado. Lo suponemos hijo bastardo de Ramsés IX o de otro rey ramésida, aunque antes que él presumiblemente tendría derecho a la sucesión el príncipe Ramsés Mentuherjepeshef. La existencia de este otro personaje hacen pensar en un posible conflicto dinástico, mas lo cierto es que no nos han llegado datos de una crisis de estas características, sobre todo debido a las faltas documentales de la época.
Sea como fuere, los únicos vestigios que nos llegan de Ramsés X son algunas inscripciones en el templo de Karnak y la propia tumba KV18. Su reinado sería aún más estéril que el de sus antecesores, y se vería del todo incapaz de frenar la caótica situación del país antaño un floreciente imperio. El virrey de Nubia era prácticamente independiente, al igual que el sumo sacerdote de Amón, haciendo de la mitad sur del Alto Egipto un país aparte. La realeza vivía la mayor parte del tiempo recluida en la capital del Delta, Pi-Ramsés, acompañado por una enorme corte que no era más que un pálido reflejo de días pasados. La coronación, el reinado y la propia muerte de Ramsés X pasaron prácticamente inadvertidas para un Egipto demasiado sangrado.

## Situación
El Valle de los Reyes se encontraba ya en un largo estado de agonía cuando Ramsés X hizo construir su tumba junto a la de los otros faraones de las dinastías XVIII, XIX y XX. La enorme necrópolis no volvería a ver una tumba medianamente concluida tras KV6, la tumba de Ramsés IX. KV18, la tumba de Ramsés X, se encuentra situada en el wadi suroriental del Valle, muy próxima a KV16 y a la joya de la necrópolis, KV17. También es cercana a otros sepulcros menores, situados a mayor altura, como las tumbas 21 y 54. Hay que destacar que el único sepulcro contemporáneo a KV18 que está realmente cerca es KV19, la tumba de Mentuhirjopshef, el único hijo con certeza conocido de Ramsés IX.
KV18 es una tumba incompleta, y cuyo plano verdadero sólo ha sido conocido en los últimos años. Sigue el mismo perfil que una tumba ramésida, con el mismo aumento progresivo de la anchura y una menor pendiente en los corredores. Interrumpida la excavación probablemente debido a la muerte de Ramsés X, la tumba consta tan sólo de un pasillo de entrada (A), un corredor completo (B) y otro que quedó a medias (C). Aunque coincide en estructura y estancias con KV19, en KV18 no encontramos un hueco para el sarcófago, lo que nos da a entender que Ramsés X no llegó a ser enterrado en aquel lugar ni en el Valle de los Reyes, con una certeza casi total.

## Decoración
Las infrecuentes y violentísimas inundaciones que ha sufrido el Valle de los Reyes han provocado que las pocas pinturas con las que cuenta KV18 hayan sido borradas en su práctica totalidad, y que el yeso se halla desprendido. Aun así, se pueden seguir adivinando algunas inconfundibles figuras y motivos presentes en todas las tumbas ramésidas, que aseguran que el programa decorativo no ofrecía grandes variaciones respecto a los utilizados por reyes anteriores. Lo único que realmente llama la atención de KV18 es que, pese a haberse excavado tan sólo la entrada y un pasillo y medio, ya se habían comenzado a pintar las paredes.
- La entrada al corredor B parece mostrar la típica figura del disco solar alado, flanqueado por las diosas Isis y Neftis, así como de los epítetos, todos ellos borrados, del difunto.

- A lo largo del pasillo B, el que más ha sufrido las inundaciones, tanto en su decoración como en su estructura interna, sólo se reconocen algunas pocas figuras, como el difunto haciendo ofrendas a Ra-Horajti, Amón-Ra o Meretseger. Por su parte, el corredor C se encuentra completamente desnudo.

- En la entrada (A) se han podido ver grafitos que delatan la apertura de esa parte de la tumba desde, al menos, la Edad Moderna, y la visita de viajeros europeos en el Valle.

## Excavación
Con diferencia, KV18 ha sido la tumba real del Valle de los Reyes peor conocida durante muchos años, hasta que por fin el MISR Project de la Universidad de Basilea se fijó como tarea prioritaria acabar de desescombrarla –las siglas del proyecto vienen de Mission Siptah – Ramsés X, pues sus centros principales de acción fueron KV18 y KV47–. Antes de tan meticuloso trabajo, sólo se sabía que Howard Carter había encontrado a la entrada de la tumba los depósitos de fundación a nombre de Ramsés X, la única prueba que tenemos de que este faraón mandó construir el sepulcro.
Pese a haber estado abierta desde la antigüedad, KV18 sólo era accesible hasta la entrada de C. Por ello, la misión del MISR Project tenía el gran aliciente de poder descubrir más allá numerosas estancias y pruebas documentales sobre el convulso periodo de la historia egipcia que era el prólogo del Tercer Periodo Intermedio. Como se puede imaginar, supuso una gran decepción ver que a los pocos metros del desescombro la tumba finalizaba, agregándose a la lista de sepulcros incompletos y seguramente jamás utilizados.
Aun así, el MISR Project trajo a la luz numerosos objetos, todos ellos fragmentos de vasijas, muebles, momias animales y otros objetos funerarios. Exhaustivos análisis dieron como resultado el hecho de que todos ellos provenían de diferentes enterramientos, arrastrados a KV18 a raíz de las inundaciones. Exceptuando los depósitos de fundación hallados por Carter un siglo antes de la llegada del MISR, no se han hallado más objetos de tiempos de Ramsés X en todo el Valle de los Reyes.

## La momia real
El destino de la tumba y del propio cuerpo de Ramsés X bien pudo similar al de su sucesor y último rey del Imperio Nuevo, Ramsés XI, mejor conocido que el propietario de KV18. Como él, el décimo de los Ramsés no llegó a ver su tumba concluida, aunque en su caso quizás se debiera a que murió antes de que las obras finalizasen
Sea como fuere, su momia no ha sido encontrada en ninguno de los escondrijos reales (el último monarca ramésida cuyo cadáver fue recuperado es Ramsés VI), y cabe la posibilidad de que ni siquiera fuera enterrado en la necrópolis tebana. Quizás Ramsés X, al igual que Ramsés XI y los soberanos de las siguientes dinastías, se hiciera enterrar en un nuevo cementerio en el Delta, quizás en Pi-Ramsés, en Tanis o en Menfis. El escaso conocimiento que existe sobre este faraón es la causa de que no haya más que hipótesis sobre todo lo referente a él y a su reinado.